# 安岡定子
安岡 定子（やすおか さだこ、1960年 - ）は、日本の道徳評論家。安岡正篤の孫。
東京都生まれ。安岡正篤の次男・正泰の長女。二松學舍大学文学部中国文学科卒業。「銀座寺子屋こども論語塾」、「斯文会・湯島 聖堂こども論語塾」などを開く。

## 著書
- 『素顔の安岡正篤 わが祖父の想い出』PHP研究所 1988 
  - 『素顔の安岡正篤 わが祖父との想い出の日々』（改題新版）
- 『絵でみる論語』田部井文雄監修 日本能率協会マネジメントセンター 絵でみるシリーズ 2008
- 『こども論語塾 親子で楽しむ』その1-3』田部井文雄監修 明治書院 2008-10
- 『みんなの論語塾』講談社 15歳の寺子屋 2010
- 『子や孫に読み聞かせたい論語』幻冬舎 2011
- 『自分を支える「論語」の言葉50』三笠書房 2012
- 『心を育てるこども論語塾』田部井文雄共著 ポプラ社 2013
- 『子育て論語塾 折れない心、やさしい心をはぐくむ』PHP研究所 2013
- 『はじめての論語 素読して活かす孔子の知恵』講談社+α新書 2013
- 『楽しい論語塾』致知出版社 2014